# Worsleya
Genre
Espèce
Worsleya est un genre monotypique de plantes à fleurs de la famille des Amaryllidaceae. Ce sont des plantes rares endémiques du Brésil. La seule espèce a été placée tantôt dans ce genre, tantôt dans les genres Amaryllis ou Hippeastrum, tantôt nommée Worsleya rayneri comme ici, tantôt Worsleya procera ou Worsleya gigantea.

## Photos

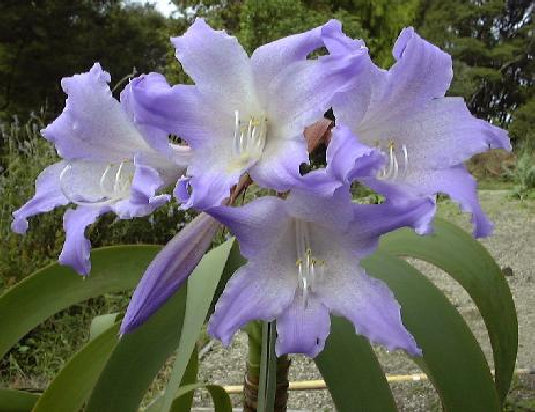
Fleurs de Worsleya rayneri.

### GenreWorsleya
- (en) Catalogue of Life : Worsleya (Traub) Traub (consulté le 8 avril 2023)
- (en) NCBI : Worsleya (taxons inclus)

### Espèce
- (en) Catalogue of Life : Worsleya procera (Lem.) Traub (consulté le 17 décembre 2020)
- (en) Catalogue of Life : Worsleya rayneri (Hook.f.) Traub & Moldenke Non Valide
- (en) NCBI : Worsleya rayneri (taxons inclus)